# Haunted
『Haunted』（ホーンテッド）は、テレビシリーズ『バフィー 〜恋する十字架〜』のコミック版。
2001年の12月19日から2002年の3月20日にかけて、アメリカのダークホースコミックスから4部作として発売され、2002年の9月11日に1冊のグラフィックノベルとして編纂された。

## 特徴
コミックの『Graduation Day』の続編であり、テレビシリーズの第3シーズンの最終回「卒業の日 パート2」と第4シーズンの第1作「フレッシュマン」の中間に位置する。

## 物語
物語は崩落するサニーデール高校のシーンから始まる。サニーデール市の前市長リチャード・ウィルキンズは、高校の図書室で退治されたあと、幽霊として市内にとどまっていた。病床のフェイスを見舞った前市長は墓地の死体に取りつき、バフィーに対する復讐を開始する。前市長は様々な死体に取りつきバフィーに対する復讐を行うが、途中でイニシアティブのメンバーに捕らえられてしまう。イニシアティブの研究所にある手術台に載せられた前市長は、傍らに安置されていたサイクロプスの死体に取りつき、研究所から脱走する。サイクロプスとなり研究所から脱走した前市長は、バフィーらの前に現れるが、ウィローによる悪魔払いの儀式により退治される。

## 登場人物
バフィー・アン・サマーズ
バンパイア・スレイヤー。
ウィロー・ローゼンバーグ
バフィーの友人。
コーディリア・チェイス
ザンダーの友人。
リチャード・ウィルキンズIII世
サニーデール市の前市長。幽霊。
アダム
第4シーズンの敵役。このエピソードではイニシアティブのメンバーで、人間として登場している。
このエピソードの事件のあと、サイボーグに改造される。
フェイス・レーヘン
バンパイア・スレイヤー。